# Mycoplasma lipophilum
Mycoplasma lipophilum è una specie di batterio appartenente alla famiglia delle Mycoplasmataceae.